# Georges Claes (Radsportler, 1920)

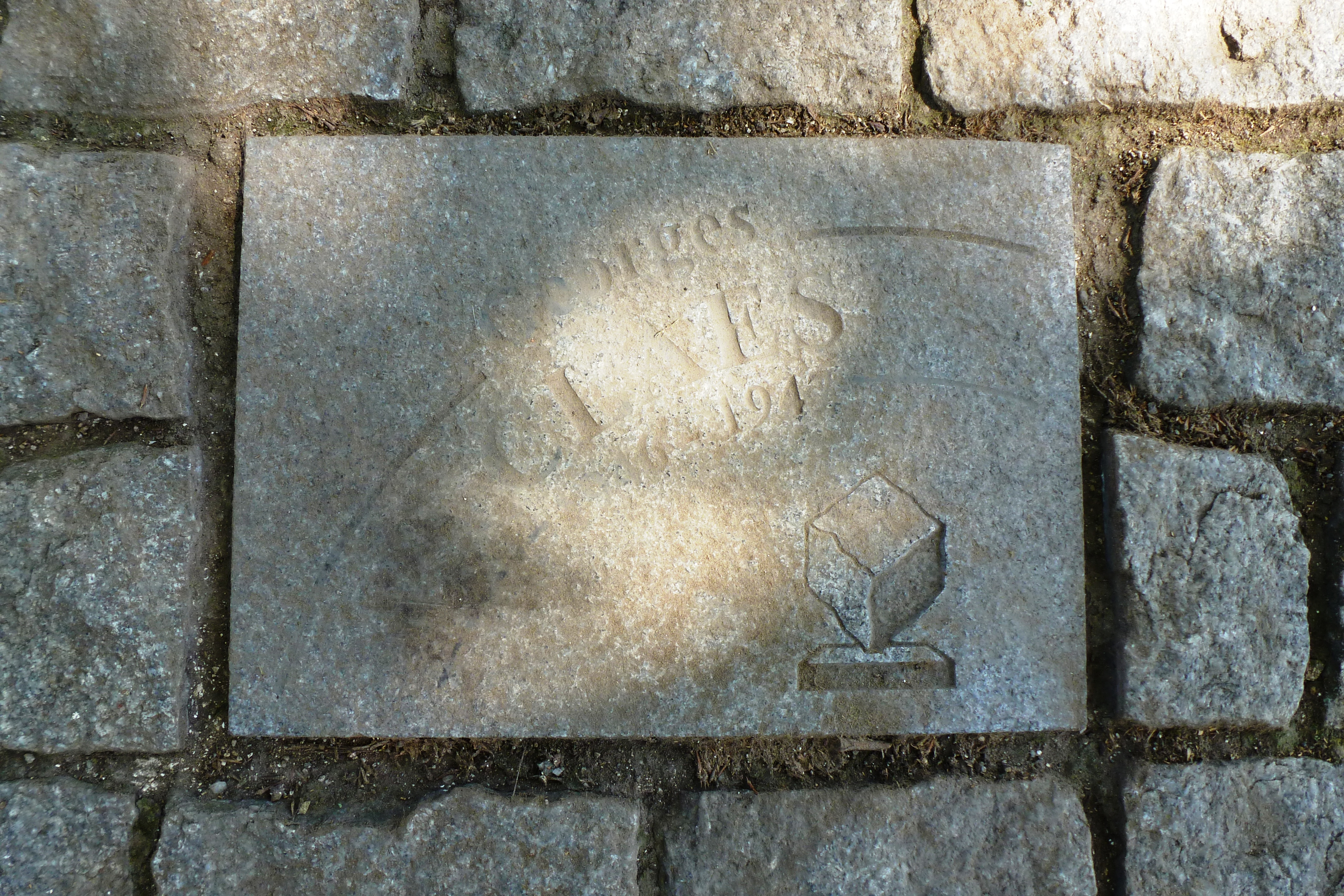
Pflasterstein für Georges Claes zur Erinnerung an seine Siege bei Paris-Roubaix

Georges Claes (* 7. Januar 1920 in Boutersem; † 14. März 1994 in Löwen) war ein belgischer Radrennfahrer.
Georges Claes war 1939 für ein Jahr als Unabhängiger lizenziert und von 1940 bis 1953 Berufssportler, mit einer kurzen kriegsbedingten Unterbrechung. 1942 wurde er Zweiter der Flandern-Rundfahrt und 1943 belgischer Vizemeister auf der Straße. Seine größten Erfolge waren die Siege in zwei aufeinanderfolgenden Jahren – 1947 und 1948 – bei Paris–Roubaix. 1942 und 1943 gewann er den Grote Prijs Stad Sint-Niklaas. Ansonsten präsentierte er sich recht erfolgreich vor allem bei einheimischen Kriterien.
Nach Claes‘ Sieg bei Paris-Roubaix im Jahre 1947 schrieb Der Spiegel: „Georges Claes, ein belgischer Radrennfahrer, gewann die Radrennfahrt von Paris nach Roubaix. 50 km vor dem Ziel brach der Rahmen seines Rades. Ein Zuschauer stellte ihm ein Damenfahrrad zur Verfügung, mit dem er den Sieg noch retten konnte. Für die 246 km lange Strecke benötigte er knapp 6 Stunden, 300 g Zucker und 7 Bananen.“
Auch sein Sohn Georges (* 1947) wurde Profiradsportler. 